# Nationale 1954-1955
La Nationale 1954-1955 è stata la 33ª edizione del massimo campionato francese di pallacanestro maschile. La vittoria finale è stata ad appannaggio dell'ASVEL.

## Risultati

### Fase a gironi

#### Gruppo A
|    | Squadra               | G  | V | N | P | PF  | PS  | P.ti | Qualificazione           |
| -- | --------------------- | -- | - | - | - | --- | --- | ---- | ------------------------ |
| 1. | Montferrand           | 14 | 8 | 0 | 6 | 803 | 797 | 30   | playoff                  |
| 2. | P.U.C.                | 12 | 8 | 1 | 3 | 718 | 660 | 29   | playoff                  |
| 3. | Mulhouse              | 14 | 7 | 1 | 6 | 852 | 818 | 29   |                          |
| 4. | AS Cabourg            | 13 | 7 | 0 | 6 | 673 | 674 | 27   |                          |
| 5. | Racing Club de France | 13 | 7 | 0 | 6 | 729 | 721 | 27   |                          |
| 6. | JS Caraman            | 14 | 6 | 1 | 7 | 770 | 785 | 27   |                          |
| 7. | Le Havre              | 14 | 5 | 0 | 9 | 786 | 840 | 24   | retrocesse in Excellence |
| 8. | ABC Nantes            | 14 | 4 | 1 | 9 | 748 | 784 | 23   | retrocesse in Excellence |

#### Gruppo B
|    | Squadra       | G  | V  | N | P | PF  | PS  | P.ti | Qualificazione           |
| -- | ------------- | -- | -- | - | - | --- | --- | ---- | ------------------------ |
| 1. | ASVEL         | 14 | 9  | 2 | 3 | 873 | 766 | 34   | playoff                  |
| 2. | Marly         | 14 | 10 | 0 | 4 | 887 | 834 | 34   | playoff                  |
| 3. | Auboué        | 14 | 7  | 2 | 5 | 789 | 729 | 30   |                          |
| 4. | Roanne        | 14 | 8  | 0 | 6 | 842 | 806 | 30   |                          |
| 5. | EV Bellegarde | 14 | 6  | 0 | 8 | 777 | 795 | 26   |                          |
| 6. | Monaco        | 14 | 5  | 0 | 9 | 785 | 816 | 24   |                          |
| 7. | ASPO Tours    | 14 | 5  | 0 | 9 | 664 | 757 | 24   | retrocesse in Excellence |
| 8. | AGL Fougères  | 14 | 3  | 2 | 9 | 737 | 851 | 22   | retrocesse in Excellence |

### Fase finale
|    | Squadra     | G | V | N | P | PF  | PS  | P.ti |
| -- | ----------- | - | - | - | - | --- | --- | ---- |
| 1. | ASVEL       | 3 | 2 | 0 | 1 | 175 | 145 | 7    |
| 2. | P.U.C.      | 3 | 2 | 0 | 1 | 150 | 127 | 7    |
| 3. | Montferrand | 3 | 1 | 0 | 2 | 150 | 163 | 5    |
| 4. | Marly       | 3 | 1 | 0 | 2 | 158 | 198 | 5    |

| Nationale 1954-1955 |
| ------------------- |
| ASVEL 4º titolo     |

## Formazione vincitrice
| N° | Naz.               | Ruolo | Sportivo       |  | Alt. |  |
| -- | ------------------ | ----- | -------------- |  | ---- |  |
|    | Francia (bandiera) | AG    | Henri Grange   |  | 193  |  |
|    | Francia (bandiera) | P     | Gérard Sturla  |  | 175  |  |
|    | Francia (bandiera) | AP    | Henri Rey      |  | 186  |  |
|    | Francia (bandiera) | All.  | André Buffière |  |      |  |